# Owain Doull
Owain Daniel John Doull, MBE (* 2. Mai 1993 in Cardiff) ist ein walisischer Radrennfahrer, der auf Bahn und Straße aktiv ist. 2016 wurde er Olympiasieger in der Mannschaftsverfolgung.

## Sportliche Laufbahn
Owain Doull begann 2005 mit dem Radsport, nachdem er verschiedene andere Sportarten ausprobiert hatte. 2007 wurde er in das British Cycling’s Olympic Talent Programme aufgenommen und später in das Olympic Development Programme. 2010 errang er mit dem britischen Team aus Sam Harrison, Daniel McLay, und Simon Yates die Silbermedaille in der Mannschaftsverfolgung bei den Bahn-Weltmeisterschaften der Junioren in Montichiari. Er wurde im selben Jahr zudem britischer Junioren-Meister im Punktefahren sowie Vize-Meister der Junioren im Straßenrennen.
Bei den Bahn-Europameisterschaften 2011 der Junioren in Anadia errang Doull drei Medaillen: eine goldene in der Mannschaftsverfolgung gemeinsam mit Jonathan Dibben, Joshua Papworth und Samuel Lowe und eine silberne in der Einerverfolgung sowie Bronze im Omnium. Bei den Commonwealth Youth Games belegte er Platz zwei im Straßenrennen und Platz drei im Teamzeitfahren. 2012 wurde er britischer Meister in der Einerverfolgung der Elite, in der Mannschaftsverfolgung sowie Vize-Meister im Punktefahren. Bei den UCI-Bahn-Weltmeisterschaften 2012 in Minsk belegte er Platz fünf im Scratch und Platz elf im Zweier-Mannschaftsfahren gemeinsam mit Simon Yates. 2013 wurde Owain Doull mit Steven Burke, Ed Clancy und Andrew Tennant in Apeldoorn Europameister in der Mannschaftsverfolgung. 2016 wurde Doull für die Teilnahme an den Olympischen Spielen in Rio de Janeiro nominiert und gewann die Goldmedaille in der Mannschaftsverfolgung.
Nach den Olympischen Spielen verlegte Owain Doull seinen sportlichen Schwerpunkt auf den Straßenradsport. 2017 gewann er mit dem Team Sky die Gesamtwertung des Rennens Hammer Sportzone Limburg, bei den Straßenweltmeisterschaften errang es mit Doull die Bronze im Mannschaftszeitfahren. 2019 entschied Doull eine Etappe der Herald Sun Tour und 2020 eine Etappe der Tour de La Provence für sich.

## Erfolge

### Straße
2014
- Gesamtwertung und eine Etappe Le Triptyque des Monts et Châteaux

2015
- zwei Etappen Flèche du Sud

2017
- Gesamtwertung Hammer Sportzone Limburg
- Weltmeisterschaft – Mannschaftszeitfahren

2019
- eine Etappe Herald Sun Tour

2020
- eine Etappe Tour de La Provence

2021
- eine Etappe Tour of Britain (MZF)

### Bahn
2010
- Weltmeisterschaft – Mannschaftsverfolgung (Junioren) mit Sam Harrison, Daniel McLay, und Simon Yates
- Britischer Meister – Punktefahren (Junioren)

2011
- Junioren-Europameister – Mannschaftsverfolgung (mit Jonathan Dibben, Samuel Lowe und Joshua Papworth)
- Junioren-Europameisterschaft – Einerverfolgung
- Junioren-Europameisterschaft – Omnium
- Britischer Meister – Punktefahren (Junioren)
- Britischer Meister – Madison (Junioren) mit Jonathan Dibben

2012
- Britischer Meister – Einerverfolgung
- Britischer Meister – Mannschaftsverfolgung mit Sam Harrison, Alistair Slater, und Simon Yates

2013
- Europameister – Mannschaftsverfolgung mit Steven Burke, Ed Clancy und Andrew Tennant
- Weltcup Manchester – Mannschaftsverfolgung mit Steven Burke, Ed Clancy und Andrew Tennant

2014
- Europameister – Mannschaftsverfolgung mit Ed Clancy, Jonathan Dibben und Andrew Tennant

2015
- Weltmeisterschaft – Mannschaftsverfolgung (mit Ed Clancy, Steven Burke und Andrew Tennant)

2016
- Olympiasieger – Mannschaftsverfolgung (mit Ed Clancy, Steven Burke und Bradley Wiggins)
- Weltmeisterschaft – Mannschaftsverfolgung (mit Ed Clancy, Jonathan Dibben, Bradley Wiggins, Steven Burke und Andrew Tennant)

## Grand-Tour-Platzierungen
| Grand Tour            | 2019 | 2020 | 2021 | 2022 | 2023 | 2024 | 2023 | 2024 |
| --------------------- | ---- | ---- | ---- | ---- | ---- | ---- | ---- | ---- |
| Giro d’ItaliaGiro     | –    | –    | –    | DNF  | –    | –    | –    | –    |
| Tour de FranceTour    | –    | –    | –    | 89   | –    | –    | –    | –    |
| Vuelta a EspañaVuelta | 71   | –    | –    | –    | –    | –    | –    | 118  |